# Tretospora shoreae
Tretospora shoreae är en svampart som beskrevs av M.K. Khan & Kamal 1993. Tretospora shoreae ingår i släktet Tretospora och familjen Parodiopsidaceae.   Inga underarter finns listade i Catalogue of Life.